# صموئيل ليونارد شانون
صموئيل ليونارد شانون هو قاضي وسياسي كندي، ولد في 1 يونيو 1816، وتوفي في 7 يناير 1895. انتخب عضو مجلس نواب نوفا سكوتيا.